# Boechera laevigata
Boechera laevigata là một loài thực vật có hoa trong họ Cải. Loài này được (Muhl. ex Willd.) Al-Shehbaz mô tả khoa học đầu tiên năm 2003.